# Albert Dorca i Masó
Albert Dorca i Masó (Olot, 23 de desembre de 1982) és un futbolista professional català que ocupa la posició de migcampista. El seu actual equip és la UE Cornellà.
La carrera esportiva d'Albert Dorca comença al planter de la UE Olot. Seguidament signa pel FC Barcelona, inicialment a l'equip juvenil i posteriorment al FC Barcelona C. L'any 2004 Dorca fitxa pel Palamós CF on s'estarà una temporada. El 2005 l'olotí firma per la UE Castelldefels on també hi jugarà una sola temporada. El 2006 fitxa pel Girona FC, en aquells moments a la Tercera divisió del futbol espanyol. L'equip va pujar dues temporades consecutives fins a arribar a la Segona Divisió. En el club blanc-i-vermell va jugar-hi sis temporades. L'any 2012 fitxa pel Racing de Santander per dues temporades. La temporada següent, rescindeix el seu contracte i fitxa pel Real Múrcia CF per dues temporades.